# Volby do zastupitelstva města Vlašimi 1923
Volby do zastupitelstva města Vlašimi 1923 proběhly 16. září  a šlo o druhé místní volby po vzniku Československé republiky.

## Výsledky hlasování
| Strana                                                         | Počet hlasů (abs.) | Zastupitelé |
| -------------------------------------------------------------- | ------------------ | ----------- |
| Československá národní demokracie                              | 508                | 9           |
| Komunistická strana Československa                             | 434                | 7           |
| Československá strana socialistická                            | 396                | 6           |
| Československá strana lidová                                   | 265                | 5           |
| Československá živnostensko-obchodnická strana středostavovská | 203                | 3           |
| Celkem                                                         | 1 806              | 30          |

Československá národní demokracie
- Dr. Milán Procházka, rada zemského soudu
- ing. Jindřich Neubauer, stavitel a statkář
- Josef Roštík, hospodář
- Antonín Preuss,řídící učitel
- Eduard Lustig,obchodník
- Dr. Karel Jelínek, obvodní lékař
- Vojtěch Jelínek, přednosta stanice
- František Kulík, mlynář
- Dr. František Losenický, praktický lékař

Komunistická strana Československa
- Antonín Zahradníček, kraječ?
- Otto Krása, výrobce obuvi
- Václav Povolný, obuvník
- František Kamarýt, obuvník
- Adolf Tlustoš, výrobce obuvi
- Jindřich Vejvoda, obuvník
- Antonín Slabý, zemědělský dělník

Československá strana socialistická
- Ladislav Bureš, učitel
- Josef Vejvoda,legionář a poštovní úředník
- Karel Havlín, vrchní průvodčí vlaků
- Maroe Javůrková, choť stavitele
- Bohumil Pěnička, legionář a správce nemocenské pokladny

Československá strana lidová
- Josef Šanda, živnostník
- Jan Sahula, vrchní berní správce
- Josef Pěnkova, obchodník
- Antonín Pik, rolník
- Dr. Viktor Schiller, lékař

Československá živnostensko-obchodnická strana středostavovská
- Leopold Zeman, řezník
- Ladislav Theissig, drogista
- Emanuel Kulíček, rolník

## Volba starosty a městské rady
Volba proběhla 3. října a starostou města byl zvolen učitel Ladislav Bureš. Prvním náměstkem byl zvolen obuvník František Kamarýt a druhým řezník Leopold Zeman. Dále byla zvolena sedmičlenná městská rada, ve které poprvé zasedla žena.
- Dr. Milán Procházka
- ing. Jindřich Neubauer
- Dr. Karel Jelínek
- Antonín Zahradníček
- Marie Javůrková
- Josef Šanda
- Josef Pěnkova